# Anthocleista schweinfurthii
Anthocleista schweinfurthii är en gentianaväxtart som beskrevs av Ernest Friedrich Gilg. Anthocleista schweinfurthii ingår i släktet Anthocleista och familjen gentianaväxter. Inga underarter finns listade i Catalogue of Life.